# Умершие в мае 2006 года
Это список известных людей, соответствующих установленным критериям значимости (см. Википедия:Критерии значимости персоналий), умерших в мае 2006 года.
Причина смерти указывается лишь в исключительных случаях (убийство, самоубийство, гибель в результате военных действий, смертная казнь, ДТП или несчастные случаи). В остальных случаях — не указывается.

## Список

### 1 мая
- Абруков, Сергей Андреевич (84) — советский и российский учёный-физик, доктор физико-математических наук.
- Кондратьев, Кирилл Яковлевич (85) — российский геофизик.
- Лехтинен, Рауно (74) — финский дирижёр и композитор, сочинивший наиболее популярную в мире финскую мелодию «Летку-енку».
- Приматеста, Рауль Франсиско (87) — аргентинский католический кардинал, архиепископ Кордовы с 16 февраля 1965 по 17 ноября 1998.

### 2 мая
- Алпаидзе, Галактион Елисеевич (89) — Герой Советского Союза.

### 3 мая
- Аппель, Карел (85) — нидерландский художник, скульптор, график.
- Арутюнян, Усик Суренович (61) — армянский политический и военный деятель. Погиб в результате авиакатастрофы армянского самолёта А-320 в Чёрном море.
- Лупанов, Олег Борисович (73) — российский математик, декан механико-математического факультета МГУ (1980—2006).
- Тумасян, Артур Львович (32) — российский деятель шоу-бизнеса, сценарист, основатель и участник команды КВН «Новые армяне».

### 4 мая
- Агапов, Сергей Тимофеевич (73) — Герой Советского Союза.
- Борщаговский, Александр Михайлович (92) — советский писатель, автор повести «Три клёна на Шаболовке», переработанной им затем в сценарий для знаменитого фильма «Три тополя на Плющихе».

### 5 мая
- Ваздикс, Улдис (64) — советский и латвийский актёр театра и кино.

### 6 мая
- Бесков, Константин Иванович (85) — выдающийся советский футболист и футбольный тренер.
- Боташев, Магомет Абдурзакович (85) — советский государственный и партийный деятель, председатель Исполнительного комитета Областного Совета Карачаево-Черкесской автономной области (1964—1979).
- Каяно, Сигэру (79) — один из последних носителей айнского языка, ведущая фигура в национальном движении айнов в Японии, с 1994 по 1998 был депутатом верхней палаты парламента страны.
- Семёнов Дмитрий Иванович (92) — майор Советской Армии, участник Великой Отечественной войны, Герой Советского Союза.
- Шварев, Александр Ефимович (91) — Герой Российской Федерации(1995), ветеран Великой Отечественной войны, генерал — майор авиации, гос.деятель.
- Шоюбов, Загид Гамиль оглы — азербайджанский советский учитель. Народный учитель СССР.

### 8 мая
- Демешко, Александр Сергеевич (59) — советский музыкант, участник ВИА Песняры

### 9 мая
- Гончаренко, Сергей Филиппович (60) — русский поэт, переводчик, испанист.
- Замятин, Евгений Валерьянович (81) — советский инженер-конструктор.
- Кочетков, Андрей Дмитриевич (80) — российский советский живописец, график.
- Прядихин, Александр Тимофеевич (86) — русский художник.
- Фицовский, Ежи (81) — польский поэт, историк литературы, переводчик с идиш, цыганского и русского языков.
- Цимакуридзе, Давид Михайлович (81) — борец, семикратный чемпион СССР по вольной борьбе, первый грузинский олимпийский чемпион.

### 10 мая
- Акматбаев, Рысбек Абдымаликович (45) — лидер наиболее мощной и авторитетной ОПГ в Кыргызстане с начала 1990-х годов; заказное убийство[1].
- Булянда, Александр Алексеевич (68) — председателем правления ОАО МК Азовсталь
- Гольдман, Михаил Аронович (81) — советский белорусский поэт-песенник.
- Зиновьев, Александр Александрович (83) — российский логик, философ и писатель-сатирик.
- Корниенко, Георгий Маркович (81) — советский дипломат, 1-й заместитель министра иностранных дел СССР в 1977—1986, участник переговоров по выходу из «Карибского кризиса».
- Краснопёров, Алексей Фёдорович (84) — марийский русскоязычный писатель и журналист.
- Куэвас, Сорайя (37) — американская певица, автор песен, гитаристка, аранжировщик и музыкальный продюсер. Обладательница двух премий Латинской Грэмми (2004, 2005); рак молочной железы
- Павилёнис, Роландас (61) — литовский философ, лингвист, общественный и политический деятель.
- Шияновский, Владислав Иванович — шахматист, мастер спорта СССР.

### 11 мая
- Абдолов, Михаил (87) — Герой Советского Союза, участник Великой Отечественной войны.
- Банай, Йоси (73) — израильский актёр и певец.
- Паттерсон, Флойд (71) — американский боксёр-профессионал, олимпийский чемпион 1952 года, чемпион мира в супертяжелом весе.

### 12 мая
- Мазик, Хуссейн  — ливийский государственный деятель, премьер-министр Королевства Ливия в 1965—1967 годах, министр иностранных дел Королевства Ливия в 1964—1965 годах, в 1952—1961 годах — губернатор Киренаики.

### 13 мая
- Пази, Владислав Борисович (61) — российский театральный режиссёр, художественный руководитель петербургского Театра имени Ленсовета.

### 18 мая
- Боровиков, Дмитрий Александрович (21) — русский неонацист, организатор двух экстремистских группировок.

### 19 мая
- Либединская, Лидия Борисовна (84) — советская писательница.

### 20 мая
- Сырокомский, Виталий Александрович (77) — советский журналист.

### 21 мая
- Сысоев, Михаил Андреевич (83) — Герой Советского Союза.

### 22 мая
- Крелин, Юлий Зусманович (77) — русский писатель, медик, хирург.

### 23 мая
- Бентсен, Ллойд Миллард (85) — американский политик, демократ.
- Гурский, Казимеж (85) — польский футболист, нападающий.

### 24 мая
- Боахен, Алберт Аду (74) — ганский историк, педагог, профессор университета Ганы.
- Клейн, Фриц (73) — американский (австрийского происхождения) психиатр и сексолог, создатель наиболее точной решётки сексуальной ориентации человека, получившей его имя.
- Мельников Николай Алексеевич (40) — русский поэт, актёр, режиссёр.

### 25 мая
- Сардарян, Артур Эдуардович (19) — армянский юноша, убитый на глазах десятков пассажиров электрички Москва—Софрино группой наци-скинхедов.
- Соловей, Николай Васильевич (86) — эстонский культурный и общественно-политический деятель.

### 27 мая
- Дьячков, Андрей Иванович (87) — Герой Социалистического Труда.

### 28 мая
- Базилевский, Евгений Фёдорович (75) — Герой Социалистического Труда.
- Хабахпашев, Алексей Георгиевич (85) — российский физик, заслуженный деятель науки и техники РСФСР.

### 29 мая
- Молдобасанов, Калый Молдобасанович (76) — советский киргизский композитор, дирижёр и музыкальный педагог.

### 30 мая
- Ааронс, Слим (89) — американский фотограф.
- Голоднов, Алексей Васильевич (81) — пулемётчик, гвардии рядовой, Герой Советского Союза.
- Имамура, Сёхэй (79) — выдающийся японский кинорежиссёр и сценарист.